# Peromyscus californicus
Peromyscus californicus е вид бозайник от семейство Хомякови (Cricetidae).

## Разпространение
Видът е разпространен в Мексико и САЩ (Калифорния).